# Härjedalen
Härjedalen je švedska pokrajina u Norrlandu u središnjoj Švedskoj.

## Zemljopis
Graniči s pokrajinama Medelpad i Hälsingland na istoku, Dalarna na jugu, Jämtland na sjeveru i Norveškom na zapadu.
Härjedalen je, zajedno s pokrajinom Jämtland i manjim dijelovima Ångermanlanda, Hälsinglanda, Dalarne, Medelpada i Lapplanda, u sastavu županije Jämtlands län. Pokrajina se prostire na površini od 11 954 km2 i ima 10 550 stanovnika, a gustoća naseljenosti iznosi 0,9 stanovnika/km2. Izuzetno je brdovita i šumovita.  Na 500 metara iznad razine mora nalazi se 80 % površine, a četrdesetak mjesta smješteno je i na više od 1000 metara. U pokrajini se nalazi i planina Sånfjället visoka 1277 m, jedan od ukupno dvadeset osam nacionalnih parkova u Švedskoj. Planina je poznata i kao područje s najvećim brojem medvjeda u Švedskoj. Helags, dio planinskog gorja Skanderna na sjeverozapadu Härjedalena, izdiže se 1797 m iznad mora i time je najviši planinski vrh Švedske južno od polarnog kruga.

## Veća mjesta
- Hede
- Funäsdalen
- Sveg
- Vemdalen

## Galerija slika
- Jezero Messlingen
- Tännäs vodopad
- Prirodni rezervat Kläppen
- Panorama Ljungdalena
- Jezero Vålåsjön

## Vanjske poveznice
- Info i karta
- Turizam Jämtland-Härjedalen  Arhivirana inačica izvorne stranice od 6. siječnja 2006. (Wayback Machine)
- Härjedalen  Arhivirana inačica izvorne stranice od 22. siječnja 2013. (Wayback Machine)